# Kankossa
Kankossa (arabisch كنكوصة) ist eine Stadt in der Verwaltungsregion Assaba in Mauretanien und ist Hauptstadt des Départements Kankossa.

## Geographie
Der Hauptort der Gemeinde Kankossa liegt 525 Kilometer südöstlich von Nouakchott auf etwa 73 m Meereshöhe im südlichen Zentrum des Landes an der südwestlichen Öffnung der Senke El Hodh zum Senegal-Flusssytem, 32 Kilometer von der malischen Grenze entfernt.
Kankossa liegt als Flussoase am linken östlichen Ufer des Oued Karakoro, der südlich des Ortes das fruchtbare Feuchtgebiet Mare de Kaora oder Mare de Kankossa ausbildet.

## Bevölkerung
Die Bevölkerungszahl der Gemeinde hat in den Jahren 2000 bis 2023 von 11.083 auf 23.435 Einwohner zugenommen. Der Hauptort Kenkoussa selbst hat 9.699 Einwohner (2023). Daneben gibt es noch 48 andere bewohnte Orte.